# La Noche de la Iguana (Siniestro Total)
La Noche de la Iguana es el título del quinto álbum en directo grabado por el grupo gallego Siniestro Total que fue lanzado al mercado en 2014. 
Reproduce el concierto que ofrecieron en la sala ‘La Iguana’ de Vigo, el 27 de diciembre de 2013, para conmemorar como cada año su aniversario y en homenaje a la pianista Enma Pino.

## Lista de canciones
1. «Bailaré sobre tu tumba»
2. «A casa»
3. «Rock en Samil (Rockaway beach)»
4. «Algo huele mal en Dinamarca»
5. «La paz mundial»
6. «Baño de sangre en Puerto Banús»
7. «Viene el verano (Here comes the summer)»
8. «¿A quién vas a culpar? (Who's to blame?, 1944).»
9. «Como el aceite y el yang»
10. «Soy así. Los Salvajes (1966)»
11. «Somos Siniestro Total (Highway to hell)»
12. «Corta o pelo, landrú (Sunshine of your love)»
13. «El enemigo parpadea»
14. «Miña terra galega (Sweet home Alabama)»
15. «Matar jipis en las Cies»